# Kosihy nad Ipľom
Kosihy nad Ipľom es un municipio del distrito de Veľký Krtíš en la región de Banská Bystrica, Eslovaquia, con una población estimada a final del año 2024 de 367 habitantes.
Se encuentra ubicado al suroeste de la región, en la cuenca hidrográfica del río Ipoly —un afluente izquierdo del Danubio— y cerca de la frontera con la región de Nitra y con Hungría.

## Demografía
| Año        | 1994 | 2004    | 2014     | 2024     |
| ---------- | ---- | ------- | -------- | -------- |
| Población  | 487  | 481     | 428      | 367      |
| Diferencia |      | −1,23 % | −11,01 % | −14,25 % |

| Año        | 2023 | 2024    |
| ---------- | ---- | ------- |
| Población  | 381  | 367     |
| Diferencia |      | −3,67 % |